# Лоренс Стерн
Лоренс Стерн (енгл. Laurence Sterne; Клонмел, 24. новембар 1713 — Лондон, 18. март 1768) био је енглески писац и англикански свештеник ирског поријекла. Најпознатији је по романима The Life and Opinions of Tristram Shandy, Gentleman и A Sentimental Journey Through France and Italy; такође је познат по штампаним проповедима, мемоарима и бављењу локалном политиком. Једно од његових дела је Дневник за Елизу. Стерн је умро Лондону након вишегодишње борбе с туберкулозом.
Књижевна иновативност је оно што Стерна великим писцем - подстакнут Сервантесовим поступком пародије он ствара први роман тока свести. Обликотворна законитост код Стерна више није догађај - овај писац представља предмете у својим романима онако како они улазе у свест. Техника дигресије је најважније средство нове форме. Слободно скрећући ток својих дела како их свест носи, чини да она полажу право на већу истинитост.
Стерн је писац књижевног сентиментализма - ова више идеолошка одредница значи да Стернова дела оптимистички наглашавају добру страну човечанства.
Дидро, француски енциклопедиста и писац, инспирисан Стерновим начином писања написао је свог Фаталисту Жака.